# SEDIF
La SEDIF (Società Edizioni Italiane Film) è stata una società di doppiaggio italiana. L'impresa è stata fondata a Roma nel 1974 da celebri attori e doppiatori quali Renato Turi, Carlo Giuffré, Mario Maldesi, Oreste Lionello e Giancarlo Giannini.

## Storia
È stata presieduta e diretta da Renato Turi fino al 1991, fino al 2022 la SEDIF è stata di proprietà della famiglia Turi, la carica di Presidente è stata ricoperta da Daniela Turi e la carica di direttore generale da Stefano Turi (ex direttore generale dell'Agenzia Regionale Sviluppo Lazio Spa e Presidente della holding di iniziativa industriale H2i Spa).
Sono stati direttori artistici della SEDIF anche Marco Guadagno e Francesco Vairano. L'azienda dal 2012 al 2022 è stata diretta da Enzo Antonelli e Susanna Turi, nipoti di Renato Turi. Ha doppiato numerosi film di circuito, telefilm, film d'animazione, cartoni animati e documentari. Nel 2022 è stata acquisita dalla multinazionale francese Dubbing Brothers